# Witterschlick
Witterschlick is een plaats in de Duitse gemeente Alfter, deelstaat Noordrijn-Westfalen, en telt 8719 inwoners (2007).

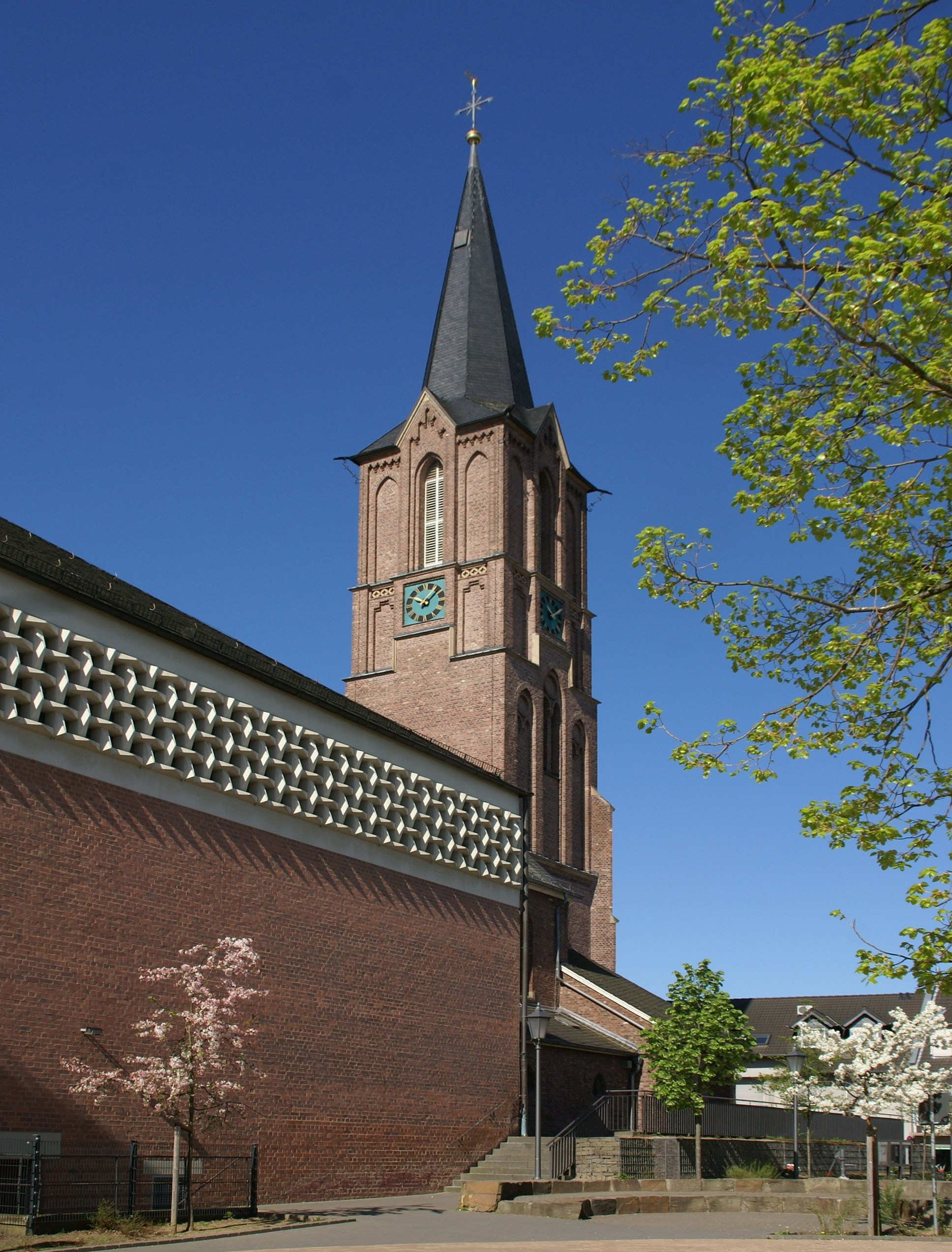
Kerk